# Paolo Mini
Paolo Mini (Firenze, 4 giugno 1526 – 1599) fu un medico fiorentino che svolse, per un certo tempo, la propria attività anche nella città di Lione.
Più che per la sua professione, egli è comunque ricordato per la sua opera letteraria, il cui nucleo principale consiste in una serie di appassionati trattati di storia patria.
Tra questi ricordiamo la Difesa della città di Firenze, et de i Fiorentini contra le calunnie et maldicentie de maligni, che venne pubblicata nel 1577, proprio a Lione, negli anni della reggenza di Caterina de' Medici, e il Discorso della Nobiltà di Firenze, e de Fiorentini, che vide la luce nel 1593. 
Morì probabilmente all'inizio del XVII secolo.

## Opere
- Difesa della città di Firenze, et de i fiorentini. Contra le calunnie & maledicentie de maligni, Lione, 1577
- Discorso consolatorio istorico nella morte di Don Filippo unigenito di Francesco Medici, Firenze 1582
- Discorso della Nobiltà di Firenze, e de Fiorentini, Firenze, 1593
- Avvertimenti, e digressioni sopra 'l discorso della nobiltà di Firenze, e de fiorentini, Firenze, 1594
- Discorso della natura del vino delle sue differenze, e del suo uso retto, Firenze, 1596